# Hesperantha juncifolia
Hesperantha juncifolia är en irisväxtart som beskrevs av Peter Goldblatt. Hesperantha juncifolia ingår i släktet Hesperantha och familjen irisväxter. Inga underarter finns listade i Catalogue of Life.